# Động vật đa bộ răng

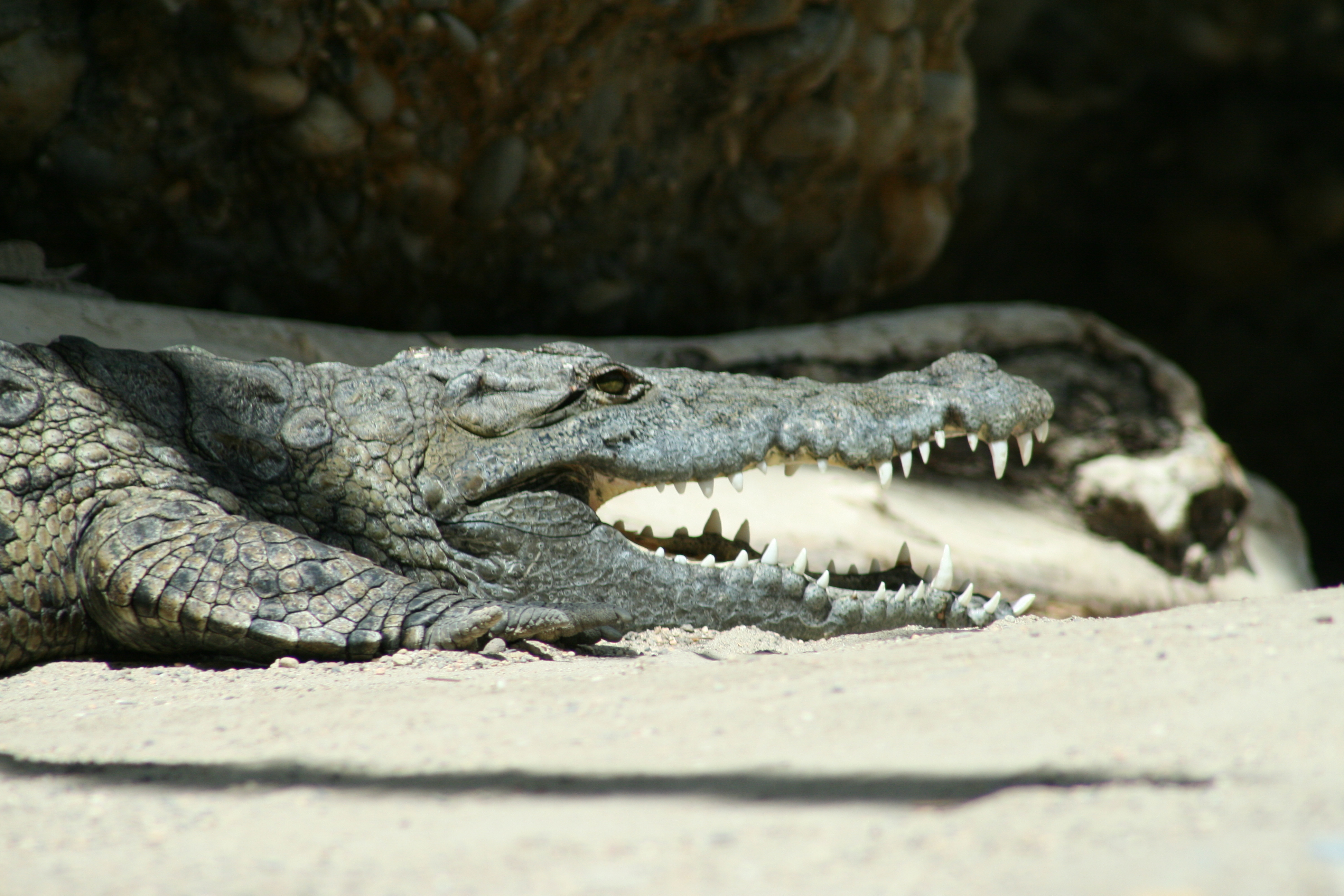
Cá sấu sông Nile (Crocodylus niloticus).

Polyphyodont - động vật đa bộ răng là bất kỳ động vật có răng liên tục được thay thế. Ngược lại, động vật hai bộ răng được đặc trưng bởi chỉ có hai bộ răng liên tiếp.
Động vật đa bộ răng bao gồm hầu hết các loài cá có răng, nhiều loài bò sát như cá sấu và tắc kè, và hầu hết các động vật có xương sống khác, động vật có vú là ngoại lệ chính.

## Sự phát triển
Răng mới, vĩnh viễn mọc trong hàm, thường ở dưới hoặc ngay sau răng cũ, từ các tế bào gốc trong lamina răng. Động vật trẻ thường có một bộ răng đầy đủ khi chúng được nơ ra; không có sự thay đổi răng trong trứng. Trong vài ngày, sự thay thế răng bắt đầu, thường là ở phía sau hàm tiếp tục tiến về phía trước như một làn sóng. Trung bình một chiếc răng được thay thế cứ sau vài tháng.

## Cá sấu
Cá sấu là động vật có xương sống không phải động vật có vú duy nhất có ổ cắm răng. Cá sấu mọc một chiếc răng kế tiếp (một chiếc răng thay thế nhỏ) dưới mỗi chiếc răng chức năng trưởng thành để thay thế mỗi năm một lần, mỗi chiếc răng được thay thế tới 50 lần trong cuộc đời của cá sấu. Cá sấu được nghiên cứu để tái tạo răng ở người.

## Sự tiến hóa ở động vật có vú
Lợn biển, Voi và kanguru là không bình thường giữa các động vật có vú vì chúng là động vật đa bộ răng, trái ngược với hầu hết các động vật có vú khác chỉ thay thế răng một lần trong đời (động vật hai bộ răng). Mặc dù các động vật có vú còn tồn tại khác không phải là động vật đa bộ răng, nhưng tổ tiên của động vật có vú là như thế. Trong quá trình tiến hóa của Therapsida, có một khoảng thời gian mà động vật có vú rất nhỏ và tồn tại trong thời gian ngắn mà việc đeo trên răng không mang lại áp lực lựa chọn đáng kể nào để liên tục thay thế chúng. Thay vào đó, động vật có vú tiến hóa các loại răng khác nhau tạo thành một đơn vị có thể bẻ khóa xương của động vật chân đốt. Răng hàm đến sau này trong quá trình tiến hóa của họ (như trước đó trong cerapods và Diplodocus ). Động vật có vú nhai (masticate) thức ăn của chúng đòi hỏi phải có một bộ răng chắc chắn, chắc khỏe và một hàng răng "đầy đủ" không có khoảng trống.
Các bộ răng không có răng cửa hoặc răng nanh, chỉ là một bộ răng má, không được phân biệt rõ ràng thành răng hàm và răng tiền hàm. Những chiếc răng này liên tục được thay thế trong suốt cuộc đời của chúng với những chiếc răng mới mọc ở phía sau khi những chiếc răng cũ rơi ra từ phía trước trong miệng, một quá trình được gọi là "sự tiến triển của răng hàm" hay hàm răng hàm.